# Andrena gussakovskii
Andrena gussakovskii är en biart som beskrevs av Lebedev 1932. Andrena gussakovskii ingår i släktet sandbin, och familjen grävbin. Inga underarter finns listade i Catalogue of Life.